# Суходол (Архангельская область)
Суходол — деревня в Ленском районе Архангельской области России.

## География
Находится в юго-восточной части Архангельской области на расстоянии приблизительно 22 км на север по прямой от административного центра поселения поселка Урдома на левобережье Вычегды.

## Палеонтология
В отложениях раннего триасового периода (верхнеоленёкский подъярус) Суходола найден ископаемый образец темноспондильной амфибии Parotosuchus.

## История
Учтена была еще в 1710 году как деревня с 1 двором. В 1859 году здесь (деревня Яренского уезда Вологодской губернии) было учтено 32 двора.

## Население
Численность населения: 174 человека (1859 год), 34 (русские 100 %) в 2002 году, 20 в 2010.